# Idade estelar
A teoria astrofísica e as evidências observacionais fornecem idades muito diferentes para os diversos tipos de estrelas, que vão de 1 milhão até 15 milhões de anos. As idades menores sugerem que as estrelas ainda estão a formar-se o a partir do meio interestelar.
Em geral,a massa de uma estrela afecta de modo significativo sua estrutura e sua taxa de evolução.Quanto maior for a massa de uma estrela,mais rápido ela evolui para seu estado final como anã branca, estrela de nêutrons ou buraco negro.